# Atletica leggera ai Giochi della V Olimpiade - Salto in lungo
La competizione del salto in lungo di atletica leggera ai Giochi della V Olimpiade si tenne il 12 luglio 1912 allo Stadio Olimpico di Stoccolma.

## L'eccellenza mondiale
| Migliore prest. mondiale | 7,61 1901 | Peter O'Connor    | Rit. 1907 |
| Record olimpico: 1908    | 7,48      | Frank Irons       | Presente  |
| Primatista mond. stag.le | 7,26      | Harry Worthington | Presente  |

I migliori risultati ai Trials statunitensi vengono dall'Est: Harry Worthington (7,26 a soli 20 anni), Albert Gutterson (7,08) e Theodore Cable (7,00).

## Risultati

### Turno eliminatorio
Tutti i 30 iscritti, divisi in tre gruppi, hanno diritto a tre salti, i primi tre disputano la finale (tre ulteriori salti).
I tre finalisti si portano dietro i risultati della qualificazione.

Francis "Frank" Irons è il primo campione olimpico del Lungo che si ripresenta quattro anni dopo in pedana.

Salta solo 6,80 e non accede alla finale. Nel suo gruppo (A) il connazionale Albert Gutterson centra al primo salto 7,60 metri, ponendo una pesante ipoteca sull'oro. La seconda miglior misura, infatti, è solo 7,21 del canadese Cal Bricker.
| Pos. | Atleta            | Nazione     | Misura | Salti | Salti | Salti |
| Pos. | Atleta            | Nazione     | Misura | 1°    | 2°    | 3°    |
| ---- | ----------------- | ----------- | ------ | ----- | ----- | ----- |
| 1    | Albert Gutterson  | Stati Uniti | 7,60   | 7,60  | 7,48  | 7,25  |
| 3    | Georg Åberg       | Svezia      | 7,04   | 7,04  | 6,70  | 6,99  |
| 6    | Fred Allen        | Stati Uniti | 6,94   | N     | 6,94  | 6,91  |
| 8    | Robert Pasemann   | Germania    | 6,82   | 6,82  | 6,80  | 6,54  |
| 9    | Frank Irons       | Stati Uniti | 6,80   | N     | 6,80  | 6,72  |
| 16   | André Campana     | Francia     | 6,64   | 6,21  | 6,64  | 6,55  |
| 19   | Angelo Tonini     | Italia      | 6,44   | 6,25  | 6,44  | N     |
| 22   | Aleksandr Schultz | Russia      | 6,15   | 5,80  | 5,97  | 6,15  |
| 24   | Emil Kukko        | Finlandia   | 6,11   | 6,11  | 5,92  | 5,98  |
| 25   | Pál Szalay        | Ungheria    | 5,98   | 5,98  | N     | N     |

| Pos. | Atleta             | Nazione       | Misura | Salti | Salti | Salti |
| Pos. | Atleta             | Nazione       | Misura | 1°    | 2°    | 3°    |
| ---- | ------------------ | ------------- | ------ | ----- | ----- | ----- |
| 2    | Calvin Bricker     | Canada        | 7,21   | 6,92  | 7,07  | 7,21  |
| 5    | Eugene Mercer      | Stati Uniti   | 6,97   | 6,97  | 6,84  | 6,84  |
| 10   | Henry Ashington    | Gran Bretagna | 6,78   | 6,61  | 6,78  | N     |
| 11   | Ferdinand Bie      | Norvegia      | 6,75   | 6,75  | 6,70  | 6,36  |
| 12   | Sidney Abrahams    | Gran Bretagna | 6,74   | 6,74  | 6,54  | 6,52  |
| 13   | Nils Fixdal        | Norvegia      | 6,71   | 6,71  | N     | 6,65  |
| 17   | Charles Lomberg    | Svezia        | 6,62   | 6,44  | 6,52  | 6,62  |
| 18   | Viktor Franzl      | Austria       | 6,57   | 6,57  | 6,53  | 6,5   |
| 23   | Philipp Ehrenreich | Austria       | 6,14   | 5,95  | 6,10  | 6,14  |
| 26   | Nándor Kovács      | Ungheria      | 5,96   | N     | N     | 5,96  |
| 28   | Arthur Maranda     | Canada        | 5,87   | 5,87  | 5,72  | 5,86  |
| 30   | Paul Fournelle     | Lussemburgo   | 0      | N     | N     | N     |

| Pos. | Atleta            | Nazione       | Misura | Salti | Salti | Salti |
| Pos. | Atleta            | Nazione       | Misura | 1°    | 2°    | 3°    |
| ---- | ----------------- | ------------- | ------ | ----- | ----- | ----- |
| 4    | Harry Worthington | Stati Uniti   | 7,03   | 7,03  | 6,96  | 6,65  |
| 7    | Jim Thorpe        | Stati Uniti   | 6,89   | 6,67  | 6,89  | 6,62  |
| 13   | Edward Farrell    | Stati Uniti   | 6,71   | 6,71  | 6,36  | 6,46  |
| 15   | Philip Kingsford  | Gran Bretagna | 6,65   | 6,52  | 6,65  | 6,33  |
| 20   | Patrik Ohlsson    | Svezia        | 6,28   | 6,06  | 6,28  | N     |
| 21   | Gustav Betzén     | Svezia        | 6,24   | 6,24  | N     | N     |
| 27   | Alfredo Pagani    | Italia        | 5,95   | 5,89  | 5,95  | N     |
| 29   | Manlio Legat      | Italia        | 5,50   | N     | 5,50  | N     |

### Finale
Le prime tre posizioni rimangono immutate. Solo un atleta si migliora: Åberg (terzo) passa da 7,04 a 7,18, ma non gli basta per l'argento.

Il settimo classificato, Jim Thorpe, è un multiplista. Dominerà il Pentathlon e il Decathlon.
| Pos.    | Atleta           | Età | Nazione     | Misura | Salti | Salti | Salti | Salti |
| Pos.    | Atleta           | Età | Nazione     | Misura | Qual. | 1°    | 2°    | 3°    |
| ------- | ---------------- | --- | ----------- | ------ | ----- | ----- | ----- | ----- |
| Oro     | Albert Gutterson | 25  | Stati Uniti | 7,60   | 7,60  | 7,18  | 7,09  | 7,09  |
| Argento | Calvin Bricker   | 28  | Canada      | 7,21   | 7,21  | 7,04  | 6,85  | N     |
| Bronzo  | Georg Åberg      |     | Svezia      | 7,18   | 7,04  | 6,98  | 7,18  | 6,63  |

Nel 1913 la neonata IAAF registrerà la prestazione vincente di Gutterson come primo record mondiale ufficiale della specialità.